# الحدية (الروينة)

تعديل مصدري - تعديل

الحدية محلة تابعة لقرية الروينة، التابعة لعزلة العاقبة بمديرية فرع العدين إحدى مديريات محافظة إب في الجمهورية اليمنية، بلغ تعداد سكانها 170 حسب تعداد اليمن لعام 2004.